# Sonique (musicienne)
Pour les articles homonymes, voir Sonique.
Sonia Clarke, née le 21 juin 1965 dans le quartier londonien de Crouch End, plus connue sous le pseudonyme de Sonique, est une chanteuse, musicienne de jazz et DJ anglaise. Elle est également connue pour avoir enregistré des succès de dance, dont It feels so good, Sky ainsi que Blues at night. Elle a pendant un temps fait partie du groupe S-Express mais en a été exclue pour des raisons inconnues. Elle a remporté en 2001 le BRIT Award dans la catégorie artiste féminine britannique.

## Discographie
- 2000 : Hear My Cry (en)
- 2003 : Born to Be Free (en)
- 2006 : On Kosmo (it)
- 2011 : Sweet vibrations (it)